# حب المسك
حَبّ المسك   أو بابونج صغير أو أبو المسك مسكي أو أبو المسك (الاسم العلمي: Abelmoschus)، جنس من حوالي خمسة عشر نوعا من النباتات المزهرة في الفصيلة الخبازية، موطنها الأصلي في الأراضي الاستوائية من أفريقيا، آسيا وشمال أستراليا. كانت بالسابق ضمن جنس الخطمي، ولكنها صنفت حاليا كجنس مختلف. يشمل هذا الجنس النباتات العشبية المعمرة والحولية، تنمو حتى يصل طولها إلى مترين.

## التسمية
جاء الاسم العلمي (Abelmoschus) من اللغة العربية (حب المسك).